# Fiat 300
Il Fiat/OM 300 è un autocarro creato dalla Fiat Veicoli Industriali facente parte della gamma pesante con varie trazioni, tra cui la famosa 6x4. È stato prodotto dal 1974 al 1982.
Due cilindrate: una da 13798 cm da 260cv e l'altra da 17174 cm da 330 e 352 cv. In Italia fu prodotto dal 1974 al 1982. Gli usi principali erano: autotreno, camion da lavoro con cassone o gru (da cantiere) e trattore con o senza chassis.

## Versioni
- PC26/PT (6x4) autotreno da 56 t (Italia) cilindrata 13798 cm 260 cv (1974-1982),
- camion da cantiere (6x4) cilindrata 17174 cm 330 cv (1976-1978),
- PC/300 F26, F35 (6x4) camion da cantiere cilindrata 17174 cm 352 cv (PA 6x6), (1978-1981),
- PT33/PT35 trattore e semirimorchio cantiere cilindrata 17174cm 330-352 cv (1980-1981).

Nel corso della sua carriera ed anche ora è noto anche come Iveco 300 (in seguito alla trasformazione di Fiat Veicoli Industriali in Iveco).
Nel 1979 uscì di produzione ma nonostante ciò venne venduto per altri tre anni fino al 1982 quando lasciò definitivamente il posto al più moderno Iveco 330 già in produzione dal '79.